# Manuel Sánchez Ayuso
Pour les articles homonymes, voir Sánchez, Manuel Sánchez et Ayuso.
Manuel Sánchez Ayuso, né à Murcie le 18 août 1941 et mort à Valence le 8 novembre 1982 est un économiste et homme politique espagnol, membre du Parti socialiste ouvrier espagnol (PSOE) et du Parti socialiste populaire (PSP).

## Biographie

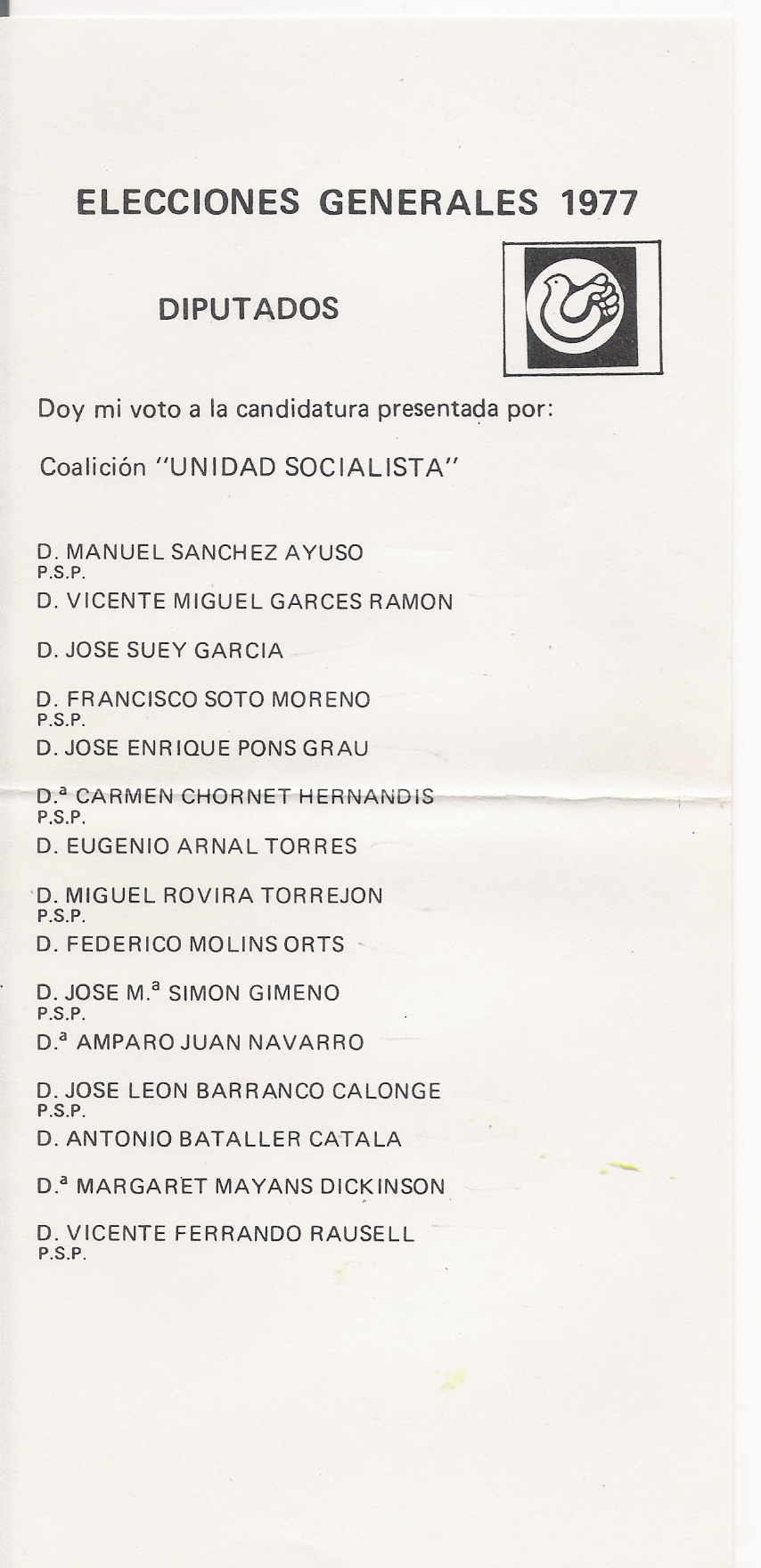
Liste de la coalition Unité socialiste (Unidad Socialista), dont le PSP était le principal composant, aux élections générales de 1977

Licencié en droit de l'université de Valence, il obtient un doctorat en Économie à l'université de Madrid. À partir de 1970 il tient la chaire d'économie politique de l'université de Bilbao puis, à partir de 1972, celle de Valence. Il travaille également pour la Banque d'Espagne.
Il s'engage en politique à travers le PSP, dont il est membre du comité exécutif national. Aux élections de 1977, premières élections démocratiques de la Transition démocratique, il est tête de liste du PSP pour la province de Valence et est élu député au Congrès,.
D'avril 1978 à juin 1979 il est conseiller à la santé et à la sécurité sociale au Conseil du Pays valencien.
En 1978, le PSP fusionne avec le PSOE et c'est dans les rangs de ce parti qu'il conserve son siège de député pour la province de Valence aux élections de 1979.
Aux élections de 1982, il est placé en troisième position sur la liste du PSOE et est élu, mais il meurt en raison d'un problème cardiaque onze jours seulement après le scrutin.

## Articles
- (es) La estrategia económica, alternativa de los laboristas británicos, El País, 07/08/1981
- (es) ¿Federación de Partidos o Partido Federado?, El País, 05/08/1976